# 曼德勒山
曼德勒山（缅甸语委转写： [màɰ̃dəlé tàʊɰ̃]）高236米，位於緬甸曼德勒市中心的東北部。曼德勒城即因山而得名。曼德勒山以其眾多的佛教建築而聞名，山上共有231座大佛塔和寺院，1000多座的小寺院。近兩個世紀以來一直是緬甸佛教徒的主要朝聖地。

## 文化
传说指佛陀曾亲身到访曼德勒山，作出预言：佛历2400年（公元1857年），曼德勒山下将兴起一座宏伟城市、佛法胜地。如今曼德勒山成为缅甸佛教徒的重要朝圣地，山上塔寺林立。另有一段传说称一位名为山达穆尼（စန္ဒာမုနိ）的女妖将自己的乳房献给了佛陀，佛陀深受感动，預言山达穆尼將轉世為护法明君，在曼德勒山腳下建城，而贡榜王朝时修建曼德勒城的敏东王就被视为这位转世明君。

### 佛寺
20世纪的著名隐士吴坎迪曾在山上捐建多所佛寺，其中包括一座供奉迦腻色迦大塔佛骨舍利的大殿，但舍利在二战战后已转移至山下他处保存。
半山腰处的瑞亚多佛塔（ရွှေရပ်တော်မူဘုရား）供奉一尊佛祖立像，其右手指向山下，象征佛陀在此预言的传说，是贡榜王朝敏东王主持铸造的。山顶附近的苏当别佛塔（ဆုတောင်းပြည့်စေတီ），传说始建于1052年的阿奴律陀王时代，其拱廊以大面积的镶嵌琉璃片装饰，十分耀眼华丽。山顶可俯瞰曼德勒城景。
山上供奉有各种造像，典故来自缅甸本地传说或佛教故事，包括女妖山达穆尼、波波吉、臣服于佛祖的妖怪大军，以及佛祖三世轮回中的前世，如兔子、公鸡、蜥蜴造像。苏当别佛塔身后的双蛇寺（မြွေကြီးနှစ်ကောင်ဘုရား）内供奉有两尊大眼镜蛇像，传说这两条蛇经常上山拜佛。

## 参见

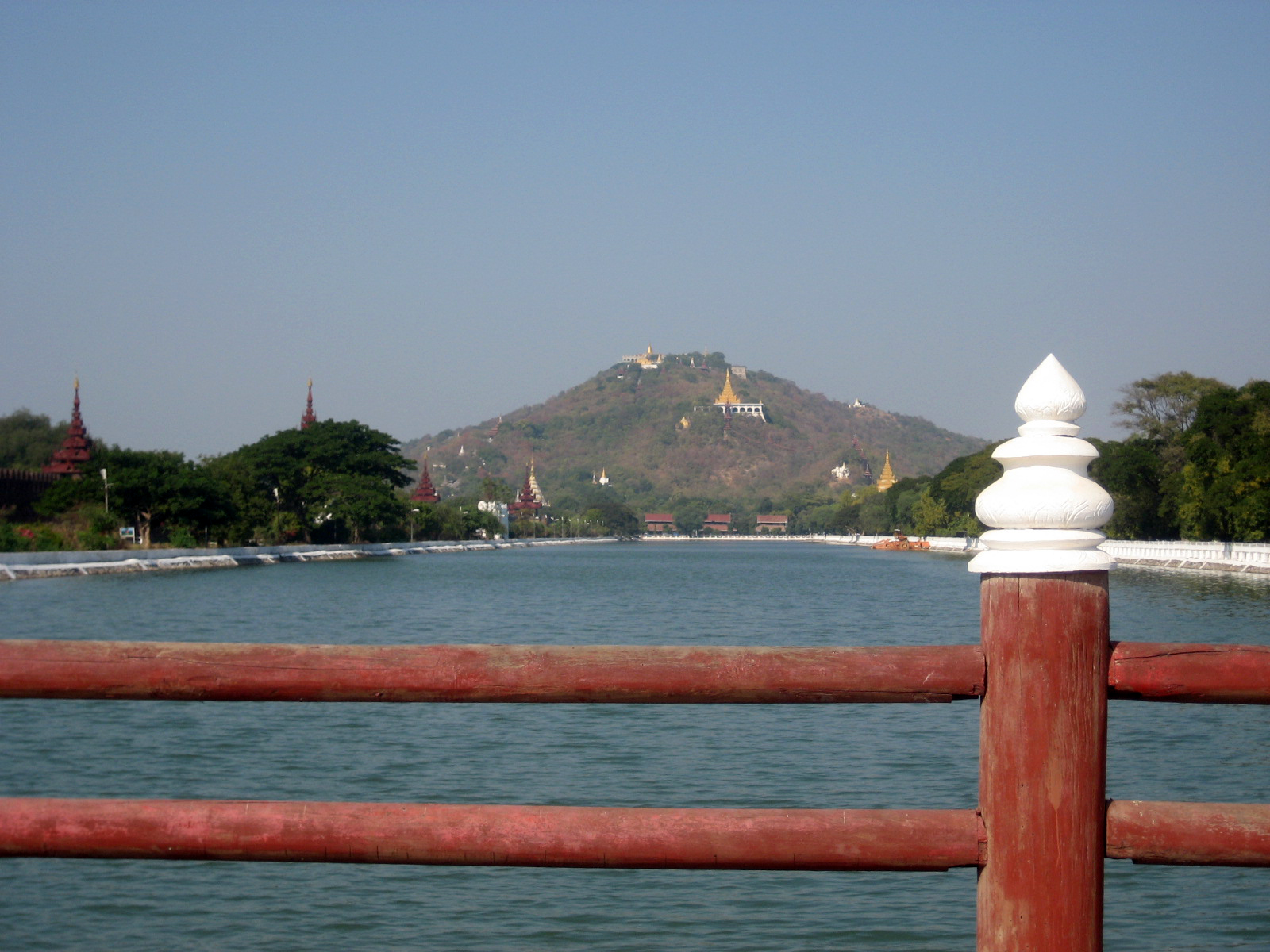
从护城河远眺曼德勒山
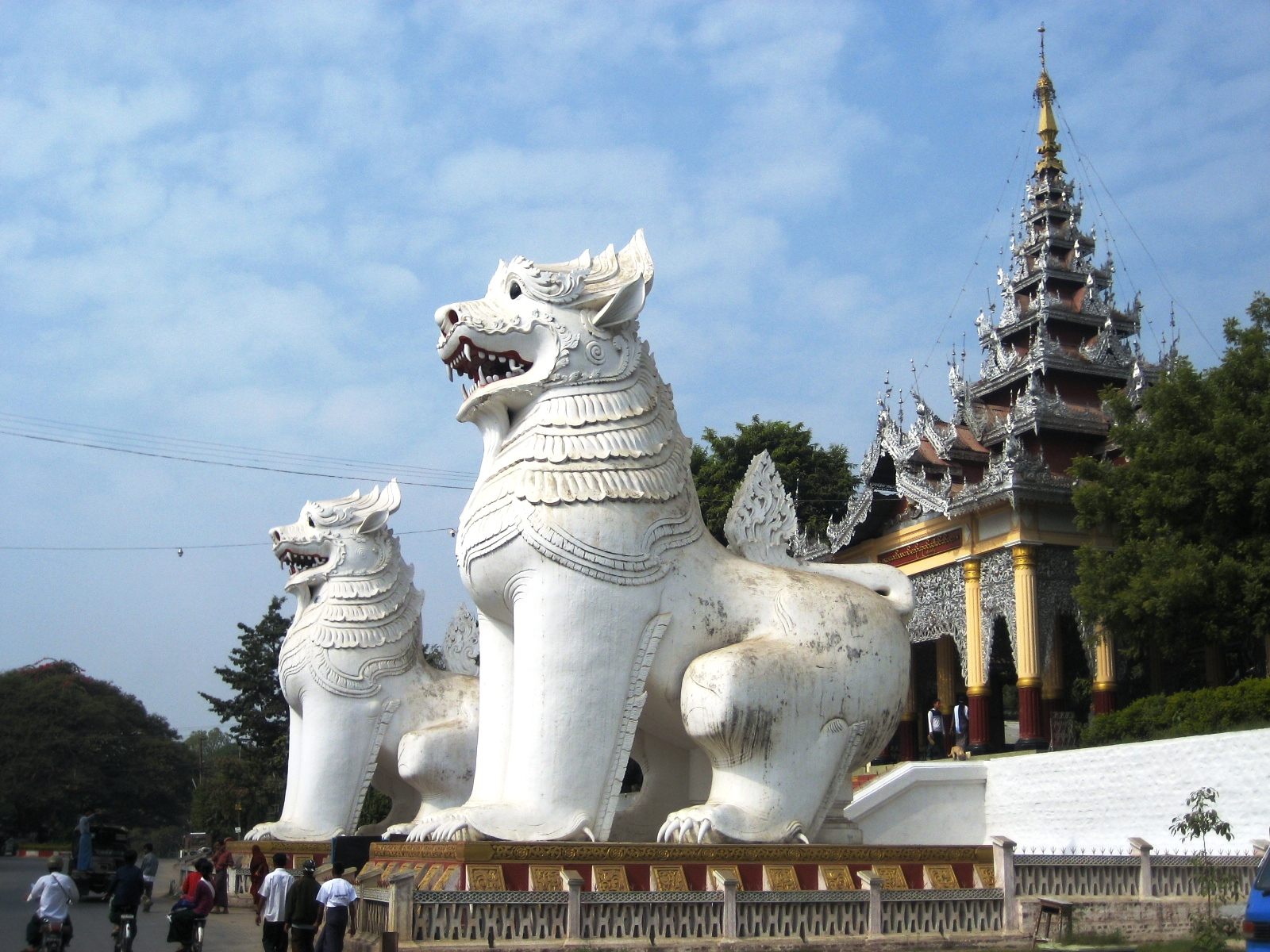
山脚登山径入口处的两尊钦特像
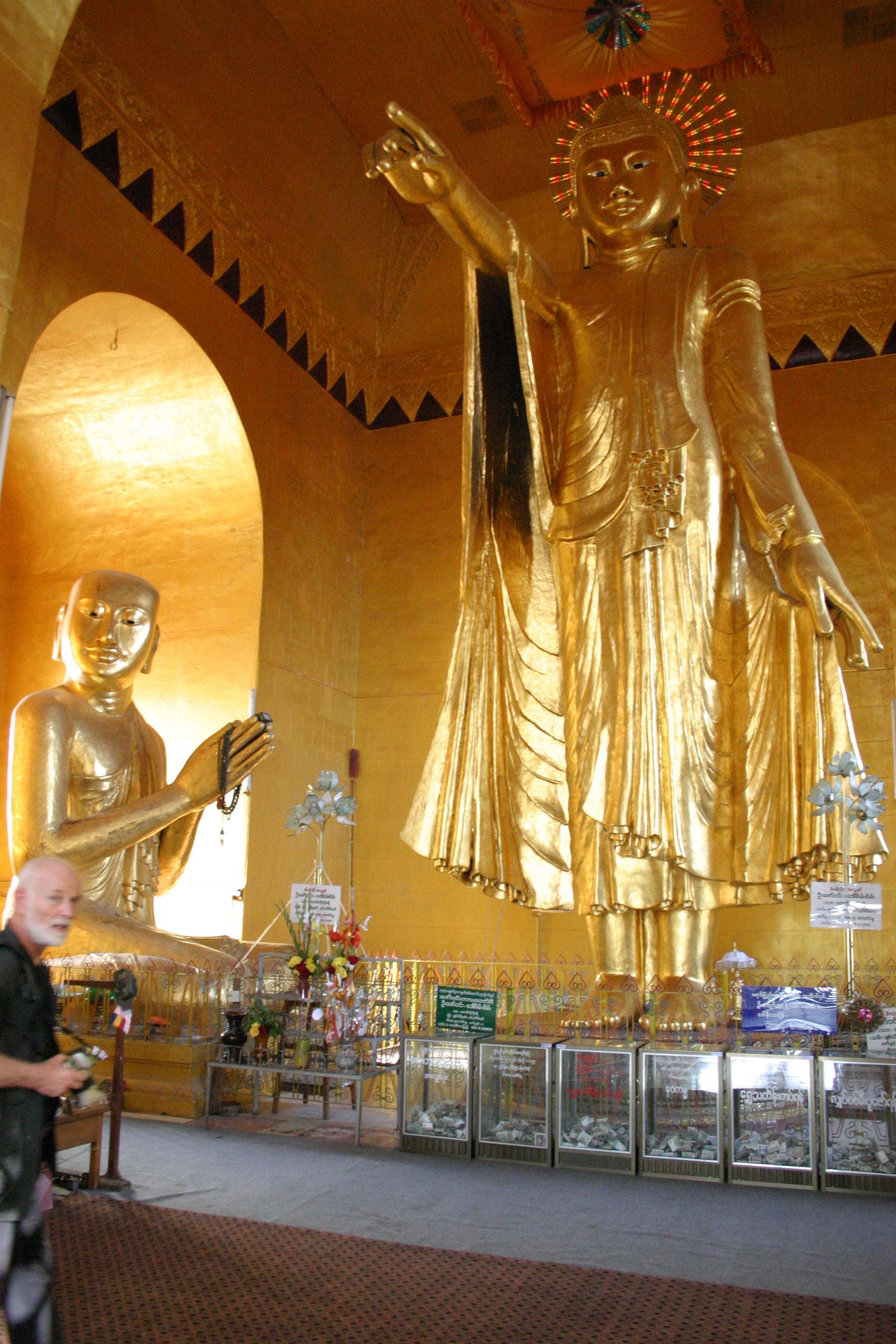
瑞亚多佛塔供奉的佛祖立像
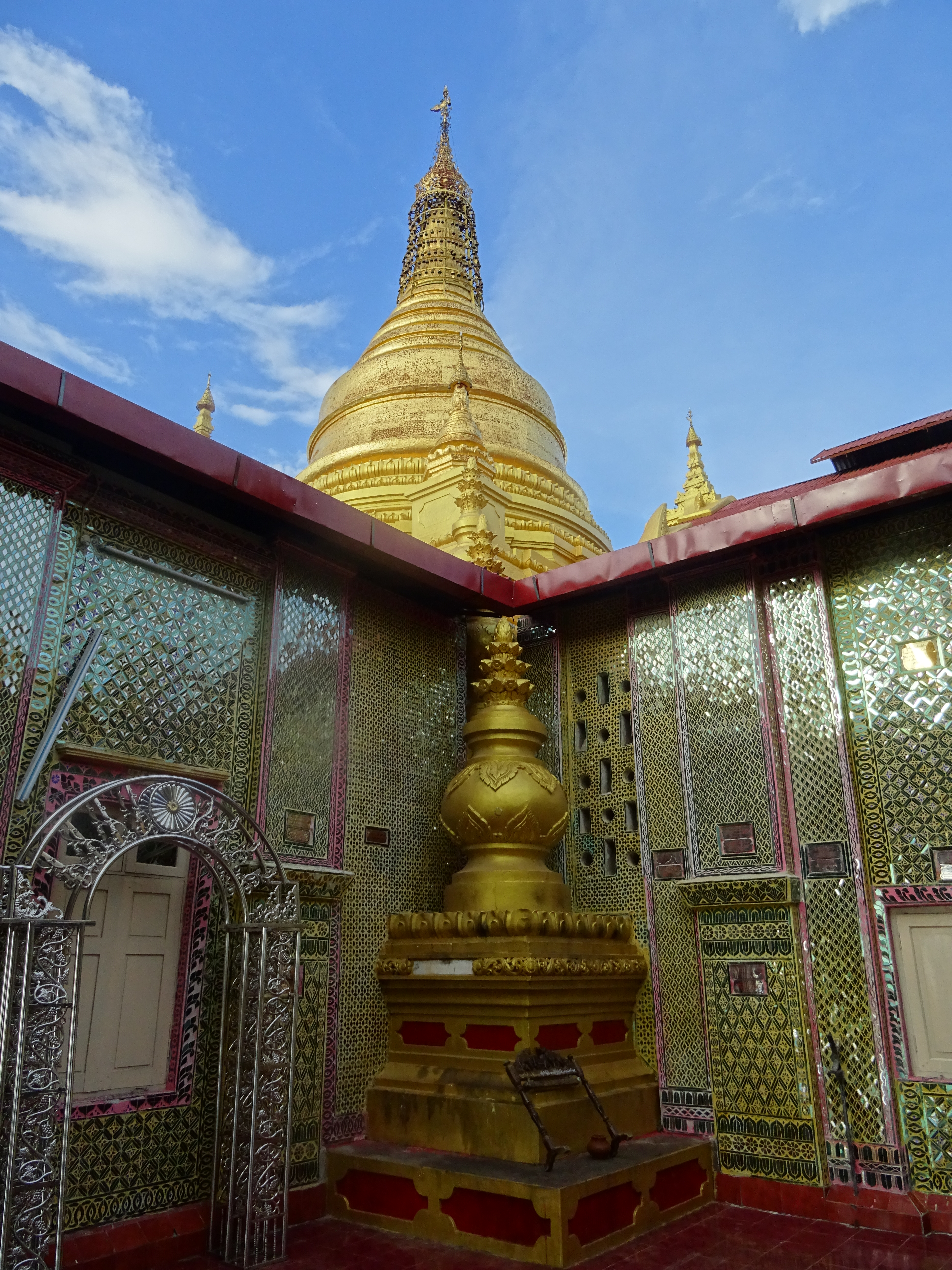
苏当别佛塔
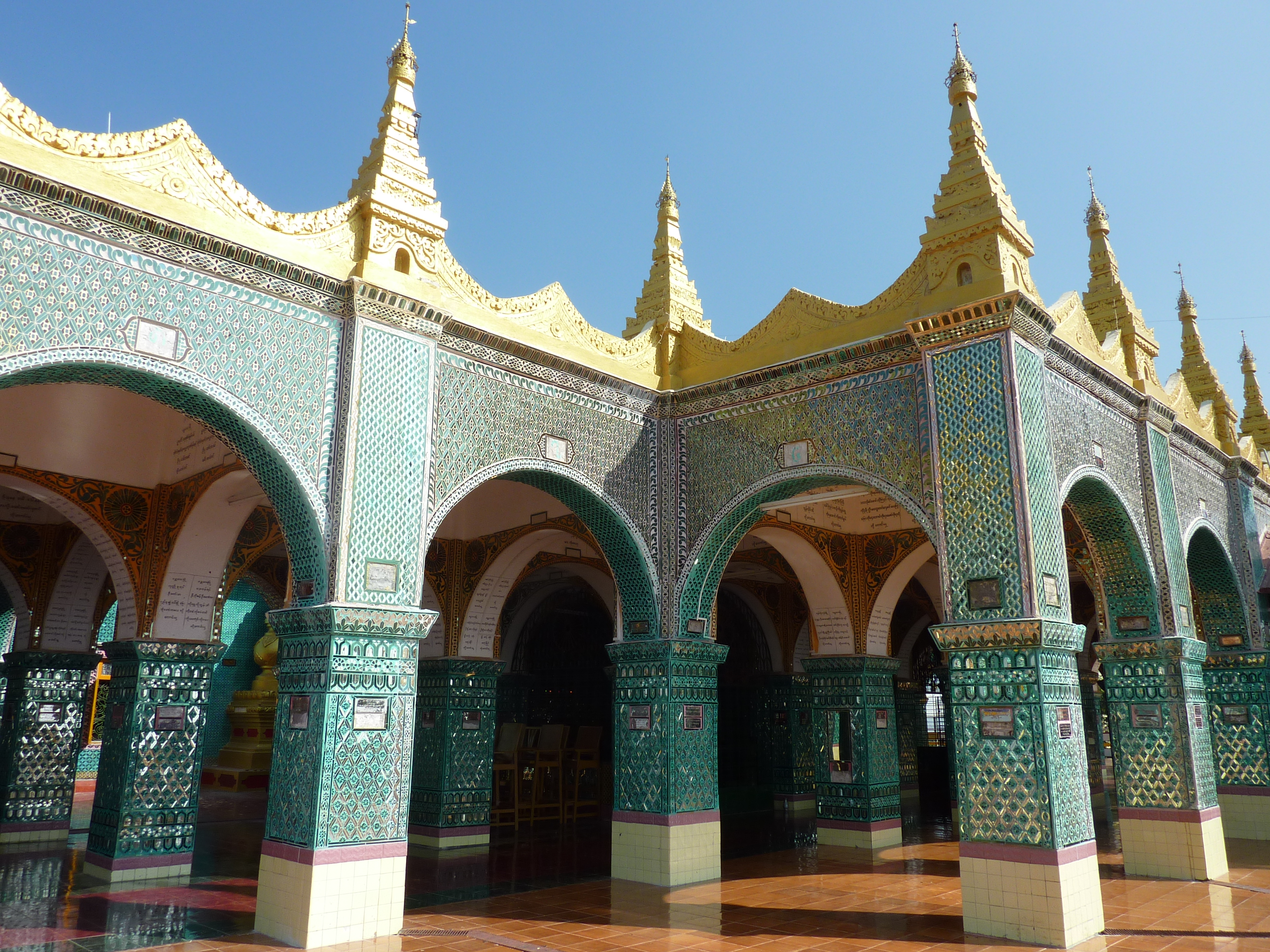
苏当别佛塔拱廊
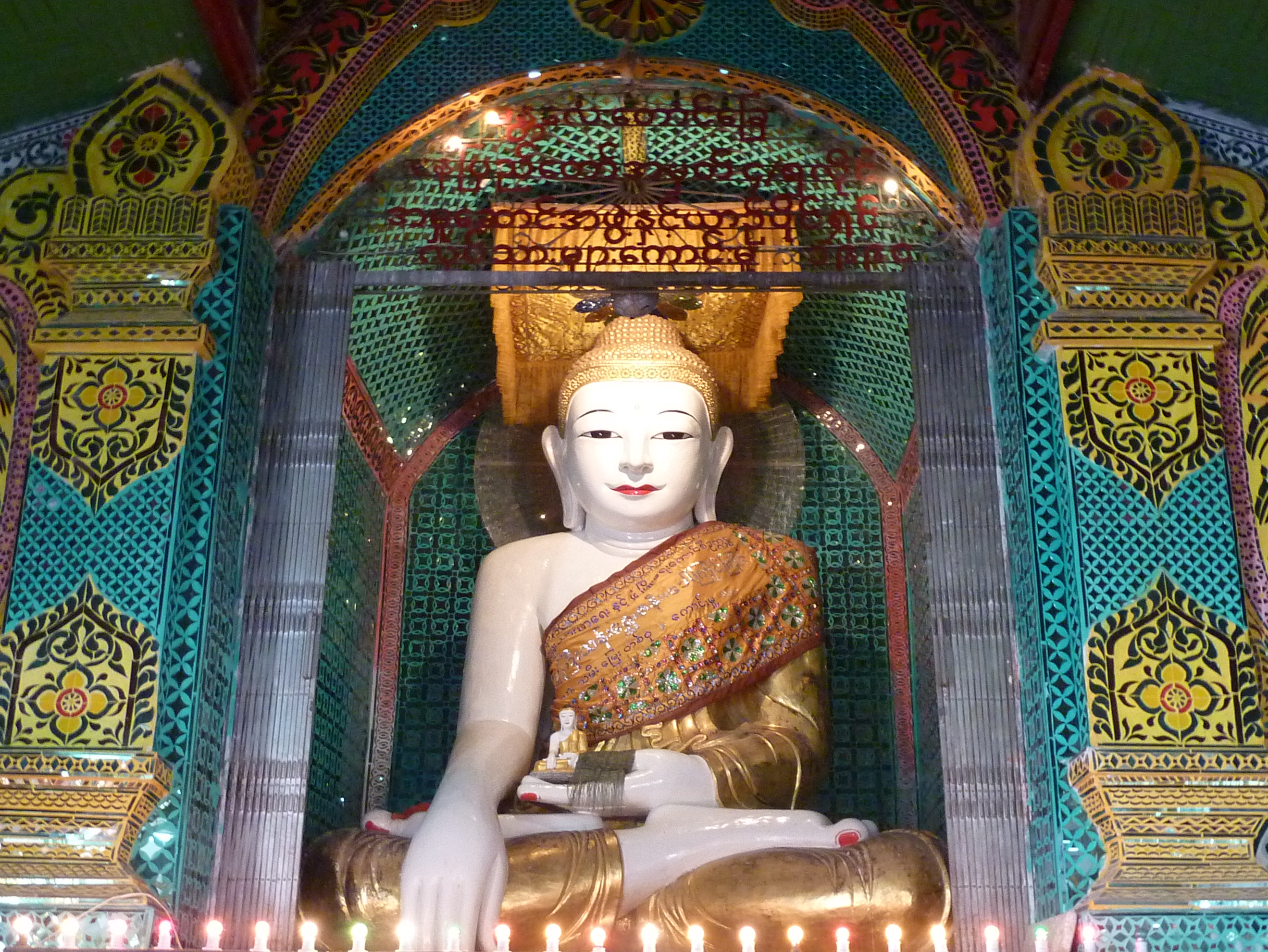
苏当别佛塔供奉的佛像
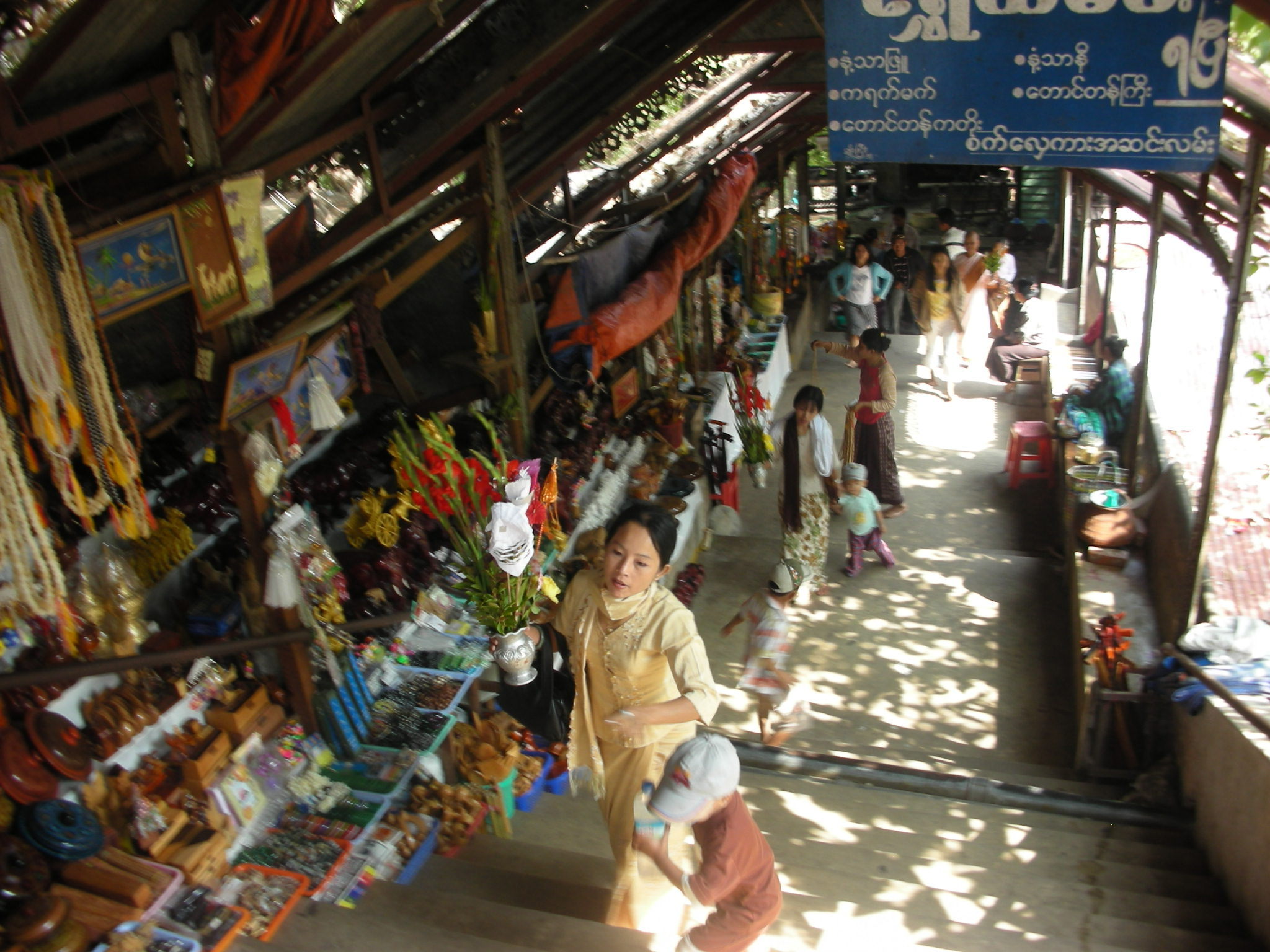
登山径的廊道
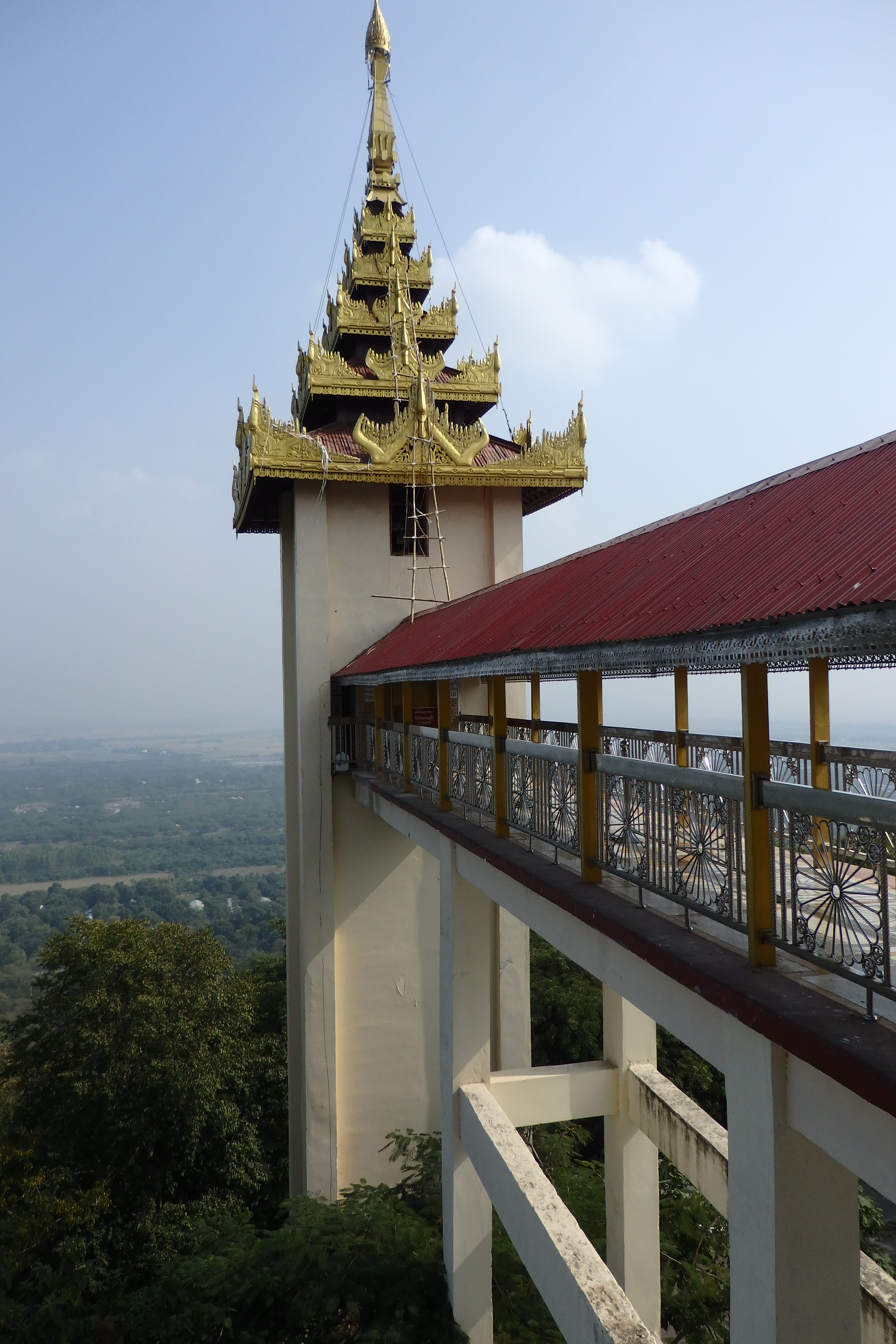
登山电梯
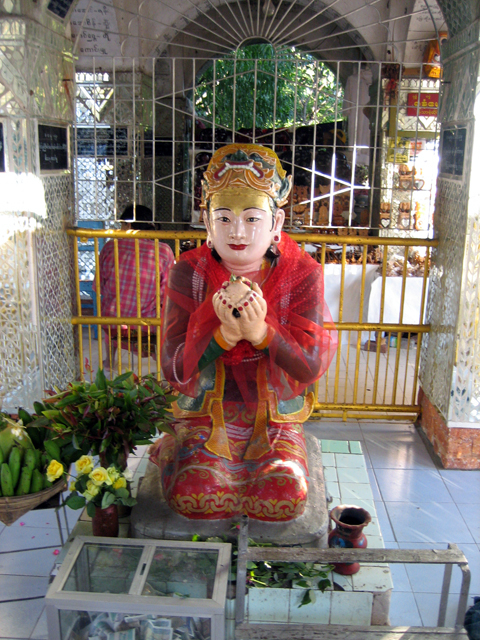
女妖山达穆尼像
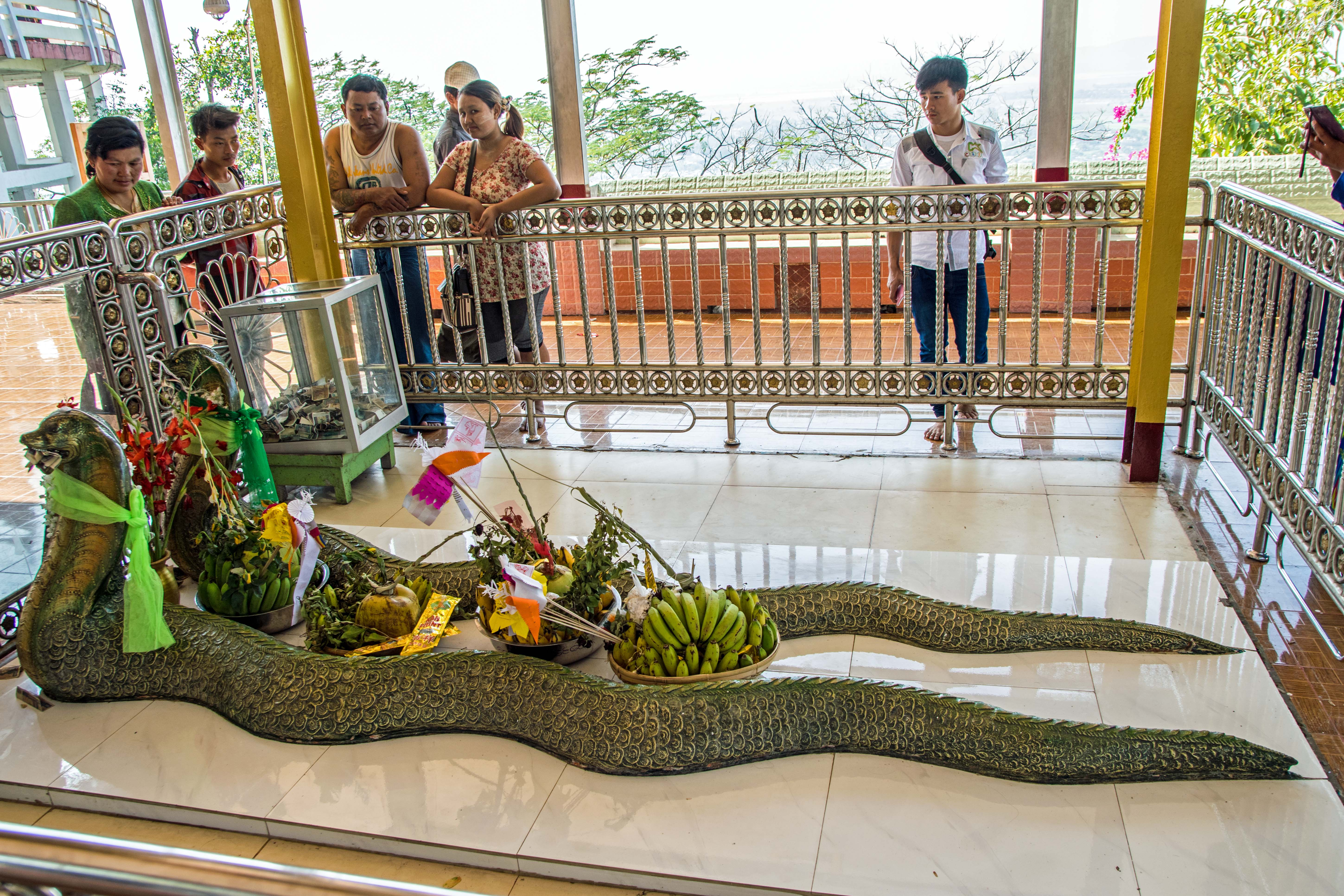
双蛇寺供奉的两尊大眼镜蛇像